# IWI Masada
A IWI Masada (em hebraico: מצדה, "fortaleza") é uma pistola semiautomática, disparada por mecanismo de "striker-fire" operada por ação de recuo, desenvolvida e produzida pela Israel Weapon Industries em 2017. 

## Características
A IWI Masada foi projetada para atender às necessidades militares, policiais e civis. Ela vem em quatro cores (cinza, verde, preta e terra). O mercado dos EUA atualmente só a distribui em preto.

## Usuários
- Filipinas: Polícia Nacional Filipina[3]